# El Castell de Ganyes
El Castell de Ganyes és una muntanya de 628 metres que es troba al municipi de Mont-ral, a la comarca de l'Alt Camp.